# 2020年香港醫護工業行動
2020年醫護工業行動是指於2020年在2019新型冠狀病毒香港疫情發生的一連串工業行動。

## 起因
肺炎事件在2019年年底爆發於湖北省武漢市，對香港的影響主要發生在2020年。
香港大學感染及傳染病中心總監何栢良多次呼籲封閉來往中國内地的關口，香港大學醫學院院長梁卓偉、香港大學教授袁國勇及香港中文大學教授許樹昌均認為有關建議可行。行政長官林鄭月娥卻指有關建議「不切實際」，引起連串爭議。她又指有關決定不涉及任何政治考慮。
有傳媒詢問林鄭月娥如何確保香港的口罩供應充足，以及會否實施口罩限購。林鄭月娥表示已致致函國務院，希望能獲有關單位提供協助，她亦拒絕推出限購令，認為限購只會令市民更難購得口罩。《蘋果日報》指香港政府存有逾億個口罩存貨，沒有向國務院求助的需要。政府回應指政府存有的口罩是供應予各政府部門作日常及應變計劃之用。

## 目標
多個醫護工會召開記者會，要求政府封關，防止肺炎疫情在本地爆發。醫管局員工陣線主席余慧明表示，由於截至昨晚仍未收到醫管局回應工會提出的要求，工會會在下月1日、即本周六的會員大會提出動議採取工業行動，如果動議獲通過，將採取兩階段的工業行動。
余慧明說，兩階段的行動合共5天。第一階段是先停止非緊急服務，如果在下星期一晚上23時59分前仍未得到醫管局回應，就會採取第二階段的行動，即是所有會員罷工，將包括所有職系，預料屆時會令醫管局只能提供有限度服務，第二階段行動會維持4天，在這兩個階段的行動後，亦不排除再有行動升級。

## 過程

### 集體告假
2020年1月29日，網上討論區流出一封由律敦治醫院前線醫護人員提呈給醫院管理局的電子郵件，信件中強調疫症當前，醫護人員照顧病人是責無旁貸。但他們大力批評行政長官有限度封閉關口的做法無助於減低內地旅客輸入疫症的風險，公開表明要求政府立即關閉所有內地口岸以守護香港，否則不排除參與工業行動。此外，全港多區出現示威者堵路事件。其中在獅子山隧道公路出九龍方向近紅梅谷，7名身穿黑衣的示威者，疑從郊野公園內搬出多個大型垃圾桶及雜物堵路。在龍翔道往荃灣方向，有兩批示威者分別在摩士公園及天馬苑對開，以磚頭及鐵欄等雜物阻塞行車線，多條行車線因而受阻，涉事路段一度僅剩一條中線通行，現場交通擠塞。而在大埔太和路，亦有示威者在大埔超級城外以雜物堵路，防暴警到場驅趕，消息指，至少3人被帶走。而在西灣河文娛中心對開一段筲箕灣道，有人以垃圾、雪糕筒等雜物阻路，一段電車軌亦被干擾，亦有駕駛者直駛過路障未有理會。在中環國際金融中心商場，有示威者進行「和你Shop」活動。下午1時許，數十人在商場1樓集合，期間手持文宣高叫口號，有商場保安以膠帶封閉商場部分通道。其後，參與者在商場游走，期間亦有人高叫支援醫護抗疫的口號「支援醫護 全民三罷」，商場方面亦有派保安沿途尾隨，至下午約2時30分人群和平散去。

### 醫管局員工罷工
2020年2月1日，醫管局員工陣線通過發起罷工。2月3日發起第一階段罷工，有2,500名醫管局員工參與。由於政府不回應訴求，他們由2月4日至2月7日放起第二階段罷工，第二階段罷工首天，工會表示有超過7,000人參與，醫管局表示有5,000人缺勤。經過五日罷工，員工陣線經會員投票決定擱置罷工。

### 護士協會工業行動
2020年2月11日，香港護士協會投票通過接力由2月13日起發起「保護你」工業行動，不是罷工，亦沒有時間底線，但不排除有進一步行動。由於公立醫院對員工提供的保護裝備不足，為了減低病人和醫護交叉感染的風險，協會呼籲會員根據醫管局所定的感染控制措施標準領取所需防護裝備的數量，否則可向護士協會舉報並向局方反映。他們又要求醫管局與他們開會，交代防護裝備的存量、供應時間表和人手調配機制。

## 後續發展

### 醫管局取態
醫管局管理層於2020年2月26日透過各聯網人力資源部向參予是次工業行動的醫護人員發電郵及信件，界定員工行動為缺勤，相信為追究行動的開端。
但醫管局員工陣線同日晚上重申，罷工並非缺勤，員工參與由工會發起之工業行動並非曠工。
11月28日，醫管局就年初的工業行動決定向經核實曾於今年2月3至7日期間缺勤的員工，收回已付的相關工資，但不會作出其他人力資源方面跟進。
參與罷工的香港專職醫療人員及護士協會幹事劉凱文不接受醫管局扣糧，雖法例上員工缺勤僱主有權扣糧，但員工罷工同受基本法保障，醫管局只是扣糧而不作出其他人力資源跟進，也是打壓罷工，藉此警告員工以後不可罷工。

## 放置懷疑炸彈事件
2020年1月28日，有組織罪案及三合會調查科高級警司李桂華說，香港兩日內發生三宗懷疑炸彈發現案，案發後「老豆搵仔」在Telegram承認責任，分別希望醫護罷工和要求封關。他指放炸彈的人士，不要以為透過威脅就能達到目的，指對方要有良心，在全城研究防疫的時候放置爆炸品，令人氣憤。李桂華表示，年初三先後在明愛醫院急症室男廁和佐敦道一個傷殘人士廁所，有爆炸品爆炸。另外，在深圳灣口岸香港範圍，有保安聽到巨響，警方在垃圾桶內發現有電話遙控的爆炸品。三個裝置都有能力引致傷亡。案件統一交由有組織罪案及三合會調查科跟進，暫時未鎖定涉案者，亦未知是否有人模仿犯案，警方表示會用盡方法調查，包括追蹤訊息發送者的身分。

### 各區示威
2020年1月29日，全港多區出現示威者堵路事件。其中在獅子山隧道公路出九龍方向近紅梅谷，7名身穿黑衣的示威者，疑從郊野公園內搬出多個大型垃圾桶及雜物堵路。在龍翔道往荃灣方向，有兩批示威者分別在摩士公園及天馬苑對開，以磚頭及鐵欄等雜物阻塞行車線，多條行車線因而受阻，涉事路段一度僅剩一條中線通行，現場交通擠塞。而在大埔太和路，亦有示威者在大埔超級城外以雜物堵路，防暴警到場驅趕，消息指，至少3人被帶走。而在西灣河文娛中心對開一段筲箕灣道，有人以垃圾、雪糕筒等雜物阻路，一段電車軌亦被干擾，亦有駕駛者直駛過路障未有理會。在中環國際金融中心商場，有示威者進行「和你Shop」活動。下午1時許，數十人在商場1樓集合，期間手持文宣高叫口號，有商場保安以膠帶封閉商場部分通道。其後，參與者在商場游走，期間亦有人高叫支援醫護抗疫的口號「支援醫護 全民三罷」，商場方面亦有派保安沿途尾隨，至下午約2時30分人群和平散去。

## 外部連結
- （繁體中文）2.7抗疫三罷的Telegram
- （繁體中文）抗疫三罷公海的Telegram